# Agência Católica Internacional de Imprensa
Agência Católica Internacional de Imprensa (em francês:  Agence de Presse Internationale Catholique), também conhecida por APIC, é uma agência de notícias católicas francesa, com sede na Suíça. A principal missão da APIC é fornecer um resumo diário dos principais eventos e a publicação de textos importantes da Igreja Católica. O serviço normalmente é pago, mas algumas notícias internacionais estão disponíveis gratuitamente.
Lançado em 2001, o site tem 200 mil visitantes por mês e 1,2 milhões de page views e é o mais acessado entre sites religiosos francófonos.